# Langur (fiume)
Il Langur (in russo Лангур?) è un affluente di sinistra della Sos'va (bacino idrografico dell'Irtyš). Scorre nell'Oblast' di Sverdlovsk, in Russia.
Il fiume scorre in direzione meridionale. Ha una lunghezza di 129 km, il suo bacino è di 865 km². Sfocia nella Sos'va a 400 km dalla foce.